# Marek Pohl
Marek Pohl (ur. 24 września 1971) – polski hokeista, reprezentant Polski, górnik.

## Kariera sportowa
- Naprzód Janów (1989-1997)
- GKS Katowice (1997-1999)
- Unia Oświęcim (1999-2002)[1]
- GKS Katowice (2002-2004)
- Naprzód Janów (2004-2019)

Syn Bogusława. Wychowanek i wieloletni zawodnik Naprzodu Janów. Do składu seniorskiej drużyny klubu został włączony w wieku 18 lat. W latach 1997–2004 występował w trzech innych drużynach, zaś do gry w Naprzodzie powrócił w 2004 po reaktywacji klubu. Przez wiele lat grał w najwyższej klasie rozgrywkowej w Polsce. W sezonie 2010/2011 był kapitanem drużyny. Zdobył sześć medali mistrzostw Polski, w tym dwa razy złoty, oraz Puchar Polski. Od sezonu 2012/2013 występuje wraz z Naprzodem w I lidze. Od kilku lat jest jednym z najstarszych i najdłużej grających hokeistów w polskich rozgrywkach hokejowych. W sezonie I ligi 2016/2017 w barwach Naprzodu podjął występy wraz z nim jego syn Patryk (ur. 2000). W tej edycji jako kapitan drużyny zdobył mistrzostwo I ligi. W sezonie PHL 2019/2020 rozegrał tylko jeden mecz, który był zarazem jego ostatnim w karierze zawodniczej
W barwach reprezentacji Polski rozegrał 30 spotkań.
W trakcie kariery zyskał pseudonim Ernest, nadany mu w nawiązaniu do imienia piłkarza Ernesta Pohla, noszącego jednakowe nazwisko.
Jego syn Patryk (ur. 2000) także został hokeistą.

## Praca zawodowa
Ukończył górniczą szkołę zawodową w kierunku elektryka i w wieku 18 lat przez trzy miesiące pracował w kopalni „Wieczorek”. Zatrudnienie przerwał z uwagi na profesjonalną grę w hokeja w zespole Naprzodu. Po kilkunastu latach i powrocie do Janowa, w 2004 po raz kolejny został zatrudniony w kopalni „Wieczorek” łącząc pracę zawodową z karierą sportową. Ukończył wieczorowe technikum górnicze i uzyskał tytuł technika-elektromontera górnictwa podziemnego. W kopalni zajmuje się ciągłością ruchu, pomiarem prądów błądzących i obsługą transformatorów. W kopalni pracował także jego ojciec.

## Sukcesy
- Srebrny medal mistrzostw Polski (3 razy): 1992 z Naprzodem Janów, 2002, 2003 z GKS Katowice
- Brązowy medal mistrzostw Polski (1 raz): 1998 z GKS Katowice
- Złoty medal mistrzostw Polski (2 razy): 2000, 2001 z Unią Oświęcim
- Złoty medal I ligi (3 razy): 2014, 2017, 2019 z Naprzodem Janów